# Erigone hypenema
Espèce
Erigone hypenema est une espèce d'araignées aranéomorphes de la famille des Linyphiidae.

## Distribution
Cette espèce est endémique du Colorado aux États-Unis,.

## Publication originale
- Crosby & Bishop, 1928 : Revision of the spider genera Erigone, Eperigone and Catabrithorax (Erigoneae). New York State Museum Bulletin, no 278, p. 1-73.